# Bale, Kroatien
Bale (italienska: Valle, latin: Castrum Vallis) är en kommun och ort i Istrien i Kroatien. Kommunen ligger i Istriens län och har 1 129 invånare (2011) varav 941 invånare bor i tätorten.

## Orter i kommunen
Till kommunen hör följande 3 samhällen. Siffrorna på antalet invånare är från folkräkningen 2011: Officiellt italienskt namn inom parentes.
| Samhälle     | Antal invånare |
| ------------ | -------------- |
| Bale (Valle) | 941            |
| Golaš        | 115            |
| Krmed        | 73             |

## Kommunikationer
Vid kommunen finns på- och avfarter till motorvägen A9 som är en del av det Istriska Y:et.

### Fotnoter
1. 1 2 3  ”Census of Population, Households and Dwellings 2011, First Results by Settlements” (på engelska och kroatiska) ( PDF). Kroatiska statistiska centralbyrån. Arkiverad från originalet den 19 augusti 2014. https://web.archive.org/web/20140819030849/http://www.dzs.hr/Hrv_Eng/publication/2011/SI-1441.pdf. Läst 16 mars 2014.
2. ↑  Opcina.bale-valle.hr - Kommunen Bales officiella webbplats (kroatiska)